# 马丁·恩布利
马丁·恩布利是一位英国生物学家，博士毕业于纽卡斯尔大学，现为纽卡斯尔大学教授，知名于对类线粒体的細胞器研究，2019年当选英国皇家学会会士，2022年获英國皇家學會颁发的達爾文獎章。